# Туроне, Маурицио
Маурицио Туроне (итал. Maurizio Turone; родился 27 октября 1948 года, Варацце, Италия) — итальянский футболист, выступающий на позиции защитника.

## Карьера
Дебютировал за «Дженоа» в 1968 году. После четырех сезонов в рядах «россоблу» (три в серии B и один в серии C) в 1972 году перешёл в «Милан», где  играл до сезона 1977/1978 года, выиграв два Кубка Италии и кубок обладателей кубков.
После сезона, проведенного в «Катандзаро», стал игроком «Ромы», где играл с 1979 по 1982 год, выиграв два Кубка Италии в сезоне 1979/80 и 1980/81 годов. В течение трёх лет в желто-красной форме, наиболее памятным стал забитый Туроне «золотой гол». 10 мая 1981 года Маурицио забил решающий матч и сделал «Рому» чемпионом. В 28-м туре чемпионата, в матче «Ювентус» — «Рома» «джаллоросси» нужна была победа, поскольку «волки» отставали от «Ювентуса» на одно очко.